# Colleen Fitzpatrick (attrice)
Coleen Fitzpatrick (Columbus, 19 dicembre 1954) è un'attrice e cantante statunitense, attiva soprattutto in campo teatrale.

## Biografia
Ha recitato in numerosi musical a Broadway, Off Broadway e nel resto degli Stati Uniti. Tra le sue apparizioni più famose si ricordano: 1776 (New Jersey, 1988), Into the Woods (Broadway, 1988), Cats (Broadway, 1990), Hello, Dolly! (Houston, 1992; con Madeline Kahn), Passion (Broadway, 1994; 2004), Anyone Can Whistle (Carnegie Hall, 1995), Mamma Mia! (tour statunitense, 2004) Lestat (Broadway, 2006), Sunday in the Park with George (Broadway, 2008) e Merrily We Roll Along (New York, 2012).
Nel 2011 ha interpretato DeeDee West nel musical Follies a Broadway ed era anche la sostituta di Jan Maxwell nel ruolo della protagonista Phyllis; andò in scena tre volte al posto della Maxwell quando l'attrice fu investita da un furgoncino. Dal 2022 al 2024 ha recitato a Broadway nel musical Kimbery Akimbo, alternandosi a Victoria Clark nel ruolo dell'eponima protagonista.